# Hoffa-Fettkörper

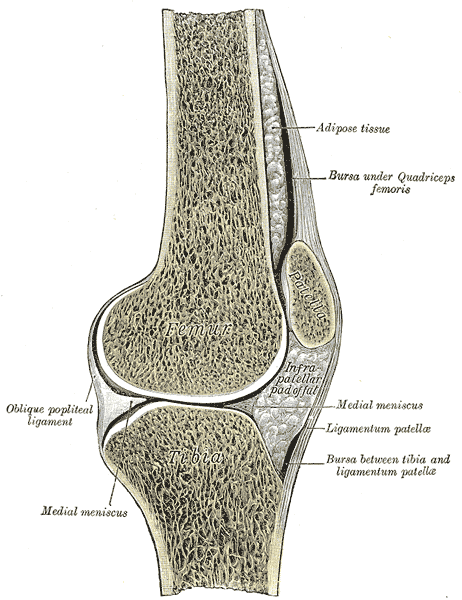
Sagittalschnitt des Kniegelenks mit Darstellung des Hoffa-Fettkörpers (Corpus adiposum infrapatellare)

Der Hoffa-Fettkörper (Corpus adiposum infrapatellare) liegt im Kniegelenk zwischen Schienbeinkopf (Condylus tibiae), Kniescheibenband (Ligamentum patellae) und dem unteren Rand der Kniescheibe (Patella).
Er ist, wie das gesamte Kapselinnere, von der Gelenkaußenhaut (Membrana fibrosa) überzogen. Die Gelenkinnenhaut (Membrana synovialis) ist auf Höhe des Fettkörpers in Richtung Gelenkhöhle in Form von Fettfalten (Plicae alares) vorgebuchtet. Der Fettkörper reagiert bei allen Strukturveränderungen und Infektionen im Binnengelenk mit einer entzündlichen Hypertrophie (Hoffa-Kastert-Syndrom). Bei Fortbestehen des Schadens verändert sich der Fettkörper fibrotisch. Später können Kalkeinlagerungen oder auch Verknöcherungen folgen.
Bei der Implantation einer Knie-TEP wird der Hoffa-Fettkörper im Regelfall nahezu komplett reseziert.